# Jažlovice
Jažlovice (německy Jaschlowitz) je vesnice v okrese Praha-východ ve Středočeském kraji, která leží zhruba 3 km na jihozápad od Říčan. Vesnice, v níž je evidováno 77 adres, je místní částí města Říčan. Narodil se zde hudební skladatel a dirigent Ferdinand Vach.

## Historie
Ves Jažlovice se původně jmenovala Žežlovice. Nacházela se zde tvrz, o jejíž existenci pochází zmínka ze 16. století.

## Kostel sv. Václava
Kostel sv. Václava v Jažlovicích vznikl ve 13. století přistavěním obdélníkové lodi k původní románské rotundě. Součástí kostela je románská podkovovitá apsida a o něco mladší válcovitá věž. Později byl kostel barokně upraven a v roce 1854 opět rozšířen. Při asanaci Prahy sem byl přenesen oltář z kostela sv. Michala v Podskalí. V kostele jsou gotické fresky z počátku 15. století.

## Doprava
Na západ od vesnice probíhá dálnice D1, vsí pochází silnice III/00323 a III/00325 .Jažlovicemi prochází trasa cyklostezky č. 0020 "Krajem Josefa Lady".

## Fotogalerie

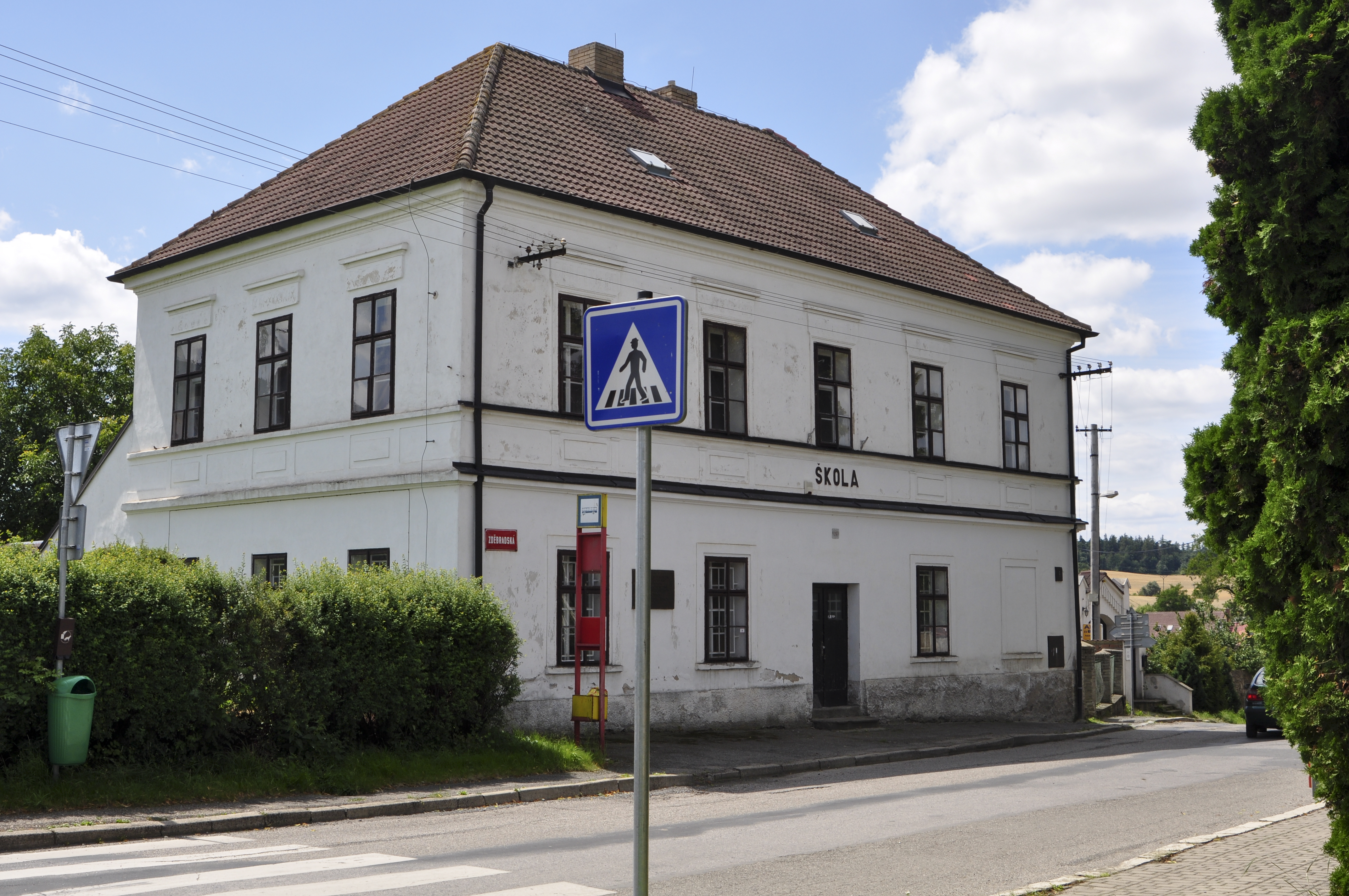
Bývalá škola
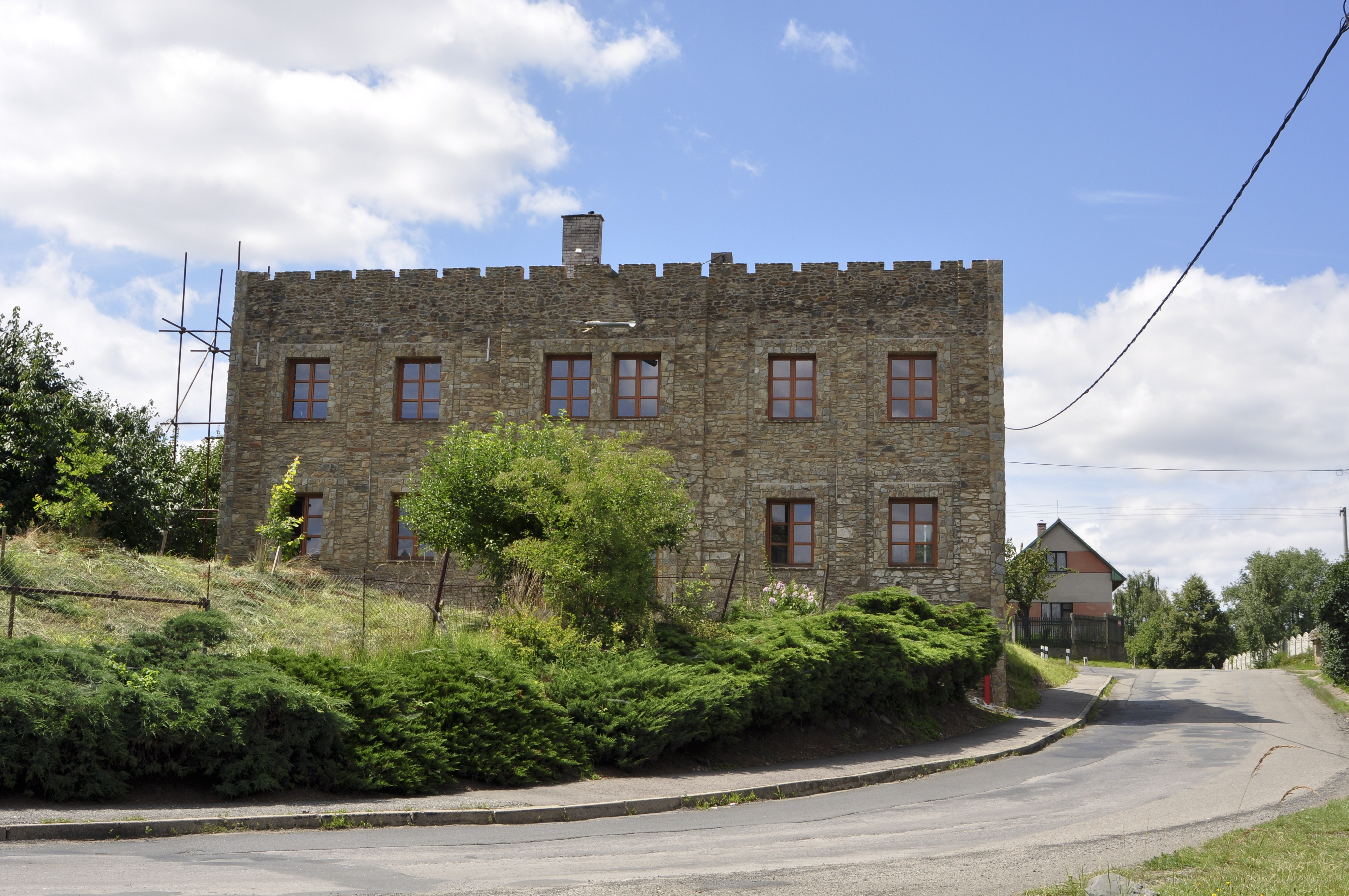
Soukromý dům - hrad
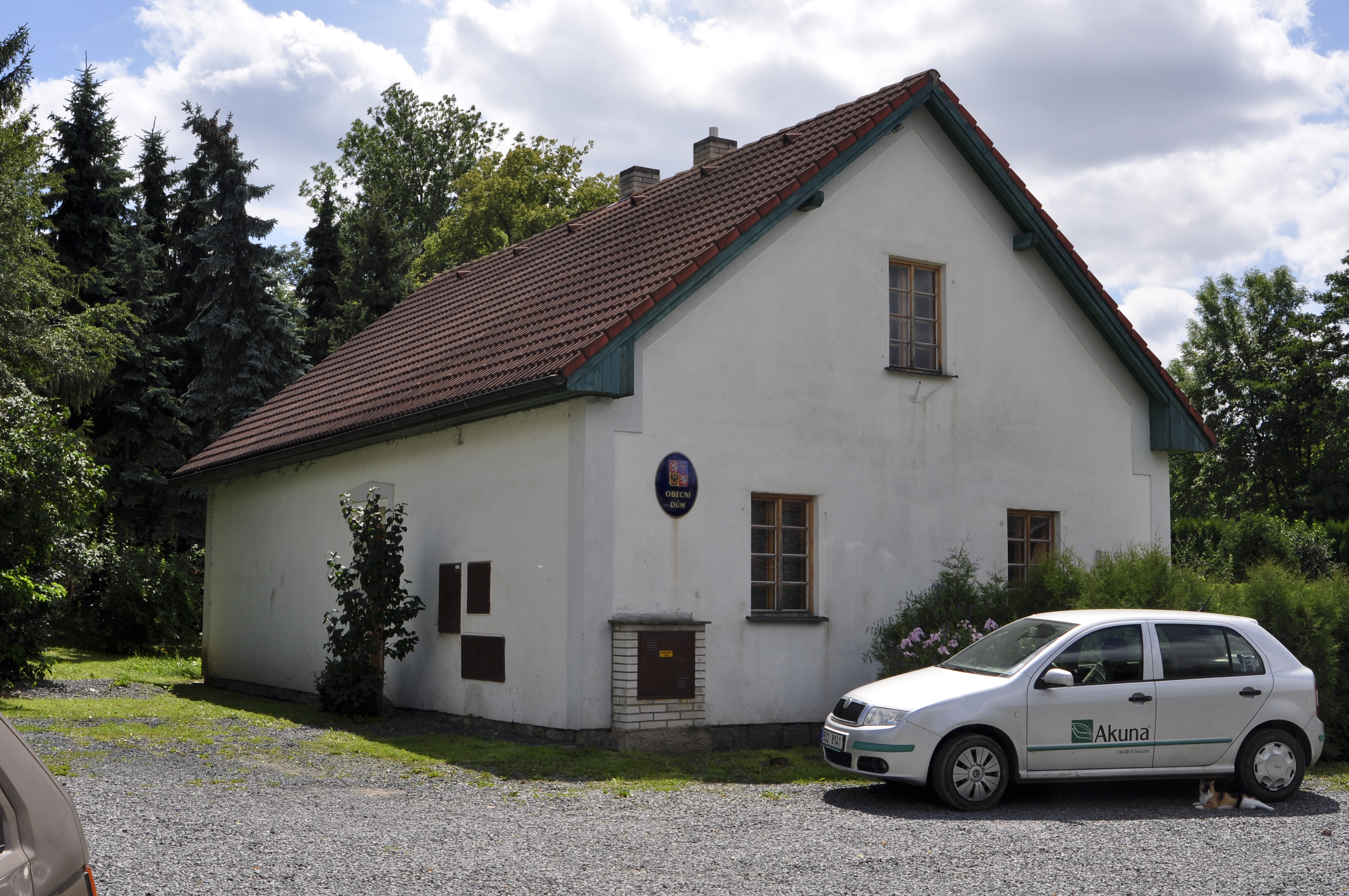
Obecní dům
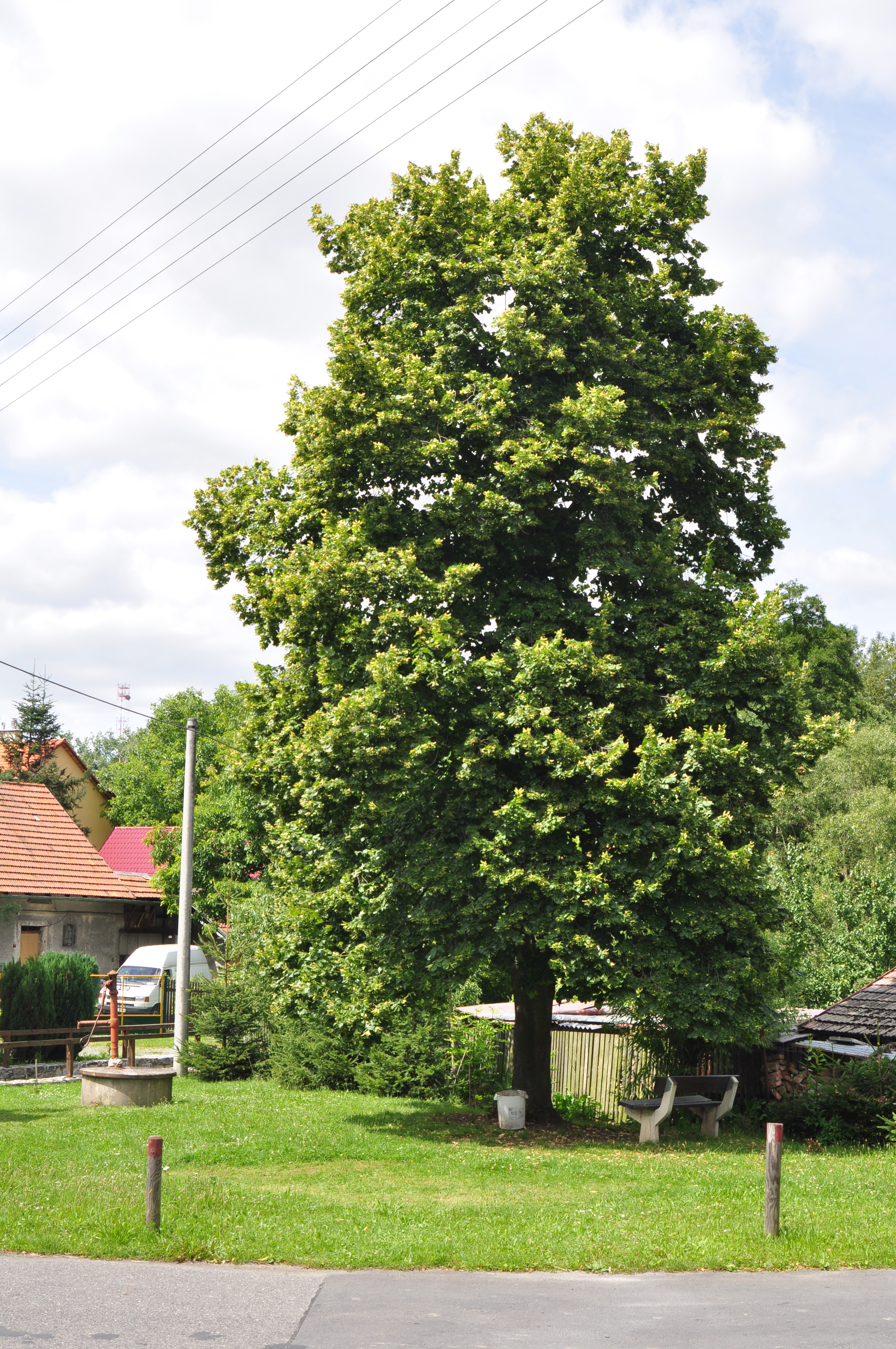
Obecní lípa a obecní pumpa
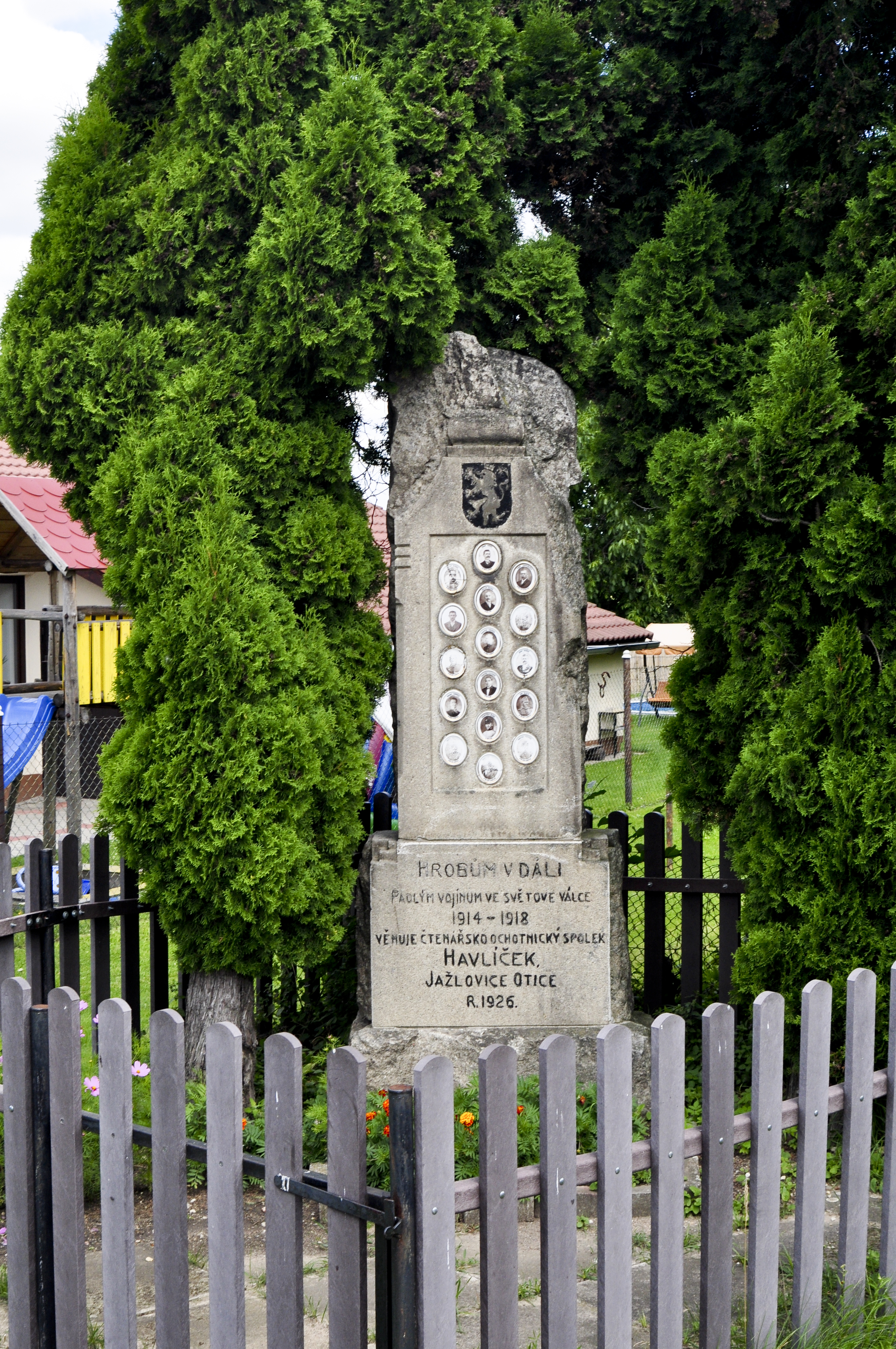
Pomník obětem 1. světové války